# 明天也要上班
《明天也要上班》（韓語：내일도 출근）是韓國tvN預計於2026年播出的電視劇，由導演趙恩率執導，徐仁國與朴智賢主演。該劇改編自McQueen STUDIO的同名網路漫畫《明天也是上班日！》，以職場和浪漫喜劇為主題，描繪上班族的現實與成長。

## 劇情概要
該劇以職場生活為背景，講述任職五年的女職員，在疲憊的工作中與看似最難搞的上司展開的愛情故事。

## 演員陣容

### 主要人物
| 演員   | 角色 | 介紹                       |
| ------ | ---- | -------------------------- |
| 徐仁國 |      | 在公司被稱為最難搞的上司。 |
| 朴智賢 |      | 在公司任職了五年的職員。   |
|        |      |                            |

## 外部連結
- Daum上《明天也要上班》的資料